# Catálise heterogênea

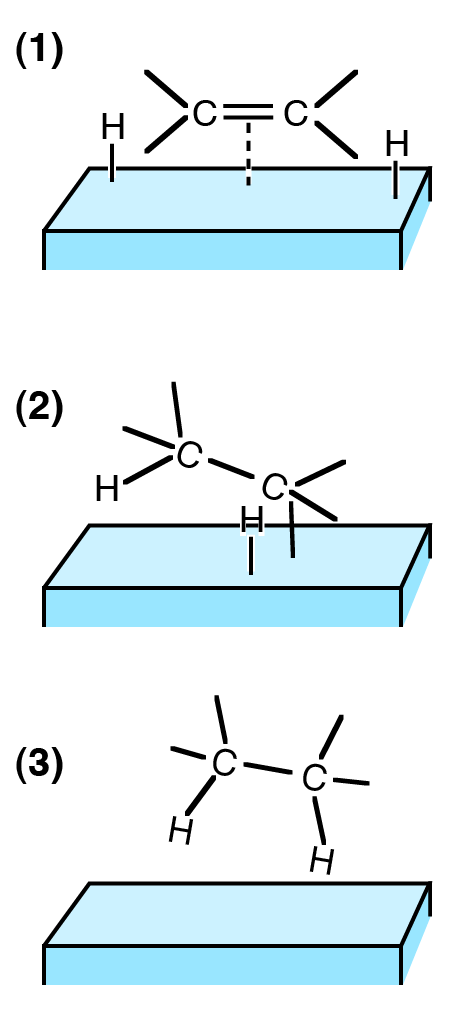
Hidrogenação de eteno em uma superfície sólida

Catálise é um processo químico baseado na transformação de matéria-prima em produtos de interesse que acontece na presença de um catalisador que, por sua vez, possui a função de controlar a velocidade e a direção de uma reação química. Além da função reacional, os catalisadores constituem uma tecnologia essencial para a manutenção da prosperidade ambiental, sendo essenciais no combate a poluição, utilizando processos químicos mais limpos visando a maior eficiência energética e, por conseguinte, o melhor aproveitamento da matéria-prima. Economicamente, 95% dos produtos comercializados (em volume) são sintetizados a partir do emprego de catalisadores. Destes, 16% dos processos utilizam catalisadores homogêneos, 80% empregam catalisadores heterogêneos e 5% utilizam catalisadores enzimáticos.
Tradicionalmente, a área de catálise é dividida em três categorias principais: catálise enzimática, catálise homogênea e catálise heterogênea, que diferem, de modo geral, quanto à fase constituinte dos reagentes presentes e quanto ao agente catalítico ativo. Os catalisadores heterogêneos são caracterizados pela sua presença em uma fase distinta da dos reagentes, sendo comum que os reagentes estejam em fase gasosa ou líquida, enquanto o catalisador permanece em estado sólido. Já os catalisadores homogêneos atuam na mesma fase que os reagentes. A fase distingue não apenas entre componentes sólidos, líquidos e gasosos, mas também misturas imiscíveis (por exemplo, óleo e água), ou qualquer lugar onde uma interface esteja presente.  Em uma categoria especial de catálise, que não se difere pela fase constituinte dos reagentes, as enzimas - são substâncias orgânicas proteicas que aceleram reações químicas nas células, sendo essenciais para o funcionamento do organismo - atuam como catalisadores biológicos. Embora grande parte da estrutura enzimática seja composta por proteínas, a região quimicamente ativa geralmente corresponde a uma pequena fração, o que permite que a catálise enzimática seja considerada, em certos aspectos, semelhante à catálise heterogênea.
A catálise heterogênea normalmente envolve catalisadores de fase sólida e reagentes de fase gasosa. Neste caso, há um ciclo de adsorção molecular, reação e dessorção ocorrendo na superfície do catalisador, que é regido pela termodinâmica, visto que a transferência de massa e transferência de calor influenciam a taxa cinética da reação.
Uma vantagem significativa dos catalisadores heterogêneos é a facilidade de separação dos produtos e reagentes após a reação, característica que os torna amplamente utilizados em processos industriais, especialmente na produção em larga escala, como no setor energético. As reações químicas catalisadas por materiais heterogêneos ocorrem predominantemente na superfície do catalisador. Por isso, esses catalisadores são frequentemente projetados com uma alta porosidade, a fim de maximizar a área de superfície disponível para interação com os reagentes. Em alguns casos, o próprio material catalítico possui uma grande área superficial. Em outros, é utilizado um suporte quimicamente inerte para estabilizar nanopartículas do material ativo.
A catálise heterogênea é muito importante porque permite uma produção mais rápida e em larga escala e a formação seletiva de produtos. Aproximadamente 35% do PIB mundial é influenciado pela catálise. As indústrias química e de energia dependem fortemente da catálise heterogênea. Por exemplo, a síntese de Haber-Bosch usa catalisadores à base de metal na síntese de amônia, um componente importante na indústria de fertilizantes. Apenas em 2016, foram produzidas cerca de 144 milhões de toneladas de amônia em todo o mundo.
As reações catalíticas se processam em uma série de etapas elementares até a obtenção do produto final desejado. Inicialmente, ocorre a difusão dos reagentes da fase fluida (solução) até a superfície do catalisador. Posteriormente, os reagentes devem se inserir no interior dos poros da partícula do catalisador, onde ocorre a adsorção nos centros ativos do catalisador com consequente processamento de uma reação química. Finalmente, após completa a reação, os produtos formados são dessorvidos do catalisador, difundindo-se até a superfície externa do catalisador e liberados da superfície externa até a fase fluida do sistema reacional. Dentre todas essas etapas, a mais importante é a etapa de adsorção, pois ela irá definir se a eficiência catalítica foi atingida e a reação se processou como esperado. Além disso, a adsorção será uma das bases principais para a caracterização da superfície de catalisadores sólidos. [16]

## Adsorção
Adsorção é uma etapa essencial na catálise heterogênea. É o processo pelo qual uma molécula na fase gasosa (adsorvato) se liga a átomos da superfície sólida do catalisador (adsorvente). Ela se processa a partir um desbalanceamento de forças na superfície dos sólidos gerado pelas interações específicas que ocorrem de modo distinto do adsorvato com os sítios ativos do adsorvente. Em outras palavras, o fenômeno de adsorção não ocorre de maneira uniforme em toda a superfície do catalisador, pois existem pontos específicos que privilegiam a interação do adsorvente com o adsorvato e isso possui, dentre outros motivos, dependência da possibilidade de coordenação do reagente com o catalisador. O reverso da adsorção é a dessorção, onde o adsorvato se separa do adsorvente. Em uma reação catalítica heterogênea, o catalisador é o adsorvente e os reagentes são o adsorvato. 

### Tipos de adsorção
Dois tipos de adsorção são reconhecidos: adsorção física, que é uma adsorção fracamente ligada e sem formação de ligações químicas, e adsorção química, que é uma adsorção fortemente ligada e há formação de ligações químicas. Muitos processos em catálise heterogênea ficam entre os dois extremos. O modelo de Lennard-Jones fornece uma estrutura básica para prever interações moleculares como uma função da separação atômica.

### Adsorção física
Na adsorção física (fisissorção), uma molécula é atraída para os átomos da superfície por meio de forças de Forças de Van der Waals. Isso inclui interações dipolo-dipolo, interações dipolo induzidas e forças de dispersão de London. Vale ressaltar que nenhuma ligação química é formada entre o adsorvato e o adsorvente, e seus estados eletrônicos permanecem relativamente inalterados, fato este que possibilita a reversibilidade do processo. As energias típicas para fisissorção são de 3 a 10 kcal/mol. Além disso, a adsorção física é sempre exotérmica, com baixa valor de calor de adsorção.[16] Na catálise heterogênea, quando um reagente é fisissorvido por um catalisador, é comumente dito que ela está em um estado precursor, ou seja, um estado de energia intermediário antes da adsorção química, cuja intensidade de ligação é consideravelmente mais forte. A partir do estado precursor, uma molécula pode ser adsorvida quimicamente, dessorvida ou migrada através da superfície. A natureza do estado precursor pode influenciar a cinética da reação.
A partir do fenômeno de adsorção física, pode-se determinar, a partir de técnicas de análise de superfície, o volume de poros e a área específica do catalisador. Vale ressaltar que a adsorção física é a etapa prévia de adsorção que permite a primeira interação do adsorvente com o adsorvato na interface do catalisador. 

### Adsorção química
Quando uma molécula se aproxima o suficiente dos átomos da superfície, de modo que suas nuvens de elétrons se sobrepõem, pode ocorrer a adsorção química. Nela, o adsorvato e o adsorvente compartilham elétrons, o que significa que ligações químicas são formadas - sejam elas covalentes a partir de forças eletrostáticas ou com transferência de elétrons. A reversibilidade da adsorção ocorre com frequência mas é possível que uma parte das moléculas adsorvidas não retorne ao meio fluido, tendo em vista a interação mais forte com o adsorvente. As energias típicas para adsorção química variam de 20 a 100 kcal/mol.  A adsorção química pode ser dada de duas formas:
- Adsorção química associativa: o adsorvato permanece intacto. Um exemplo é a ligação de alceno pela platina.

- Adsorção química dissociativa: uma ou mais ligações se rompem concomitantemente com a adsorção. Nesse caso, a barreira à dissociação afeta a taxa de adsorção. Um exemplo disso é a ligação de H2 a um catalisador metálico, onde a ligação H-H é quebrada após a adsorção.

## Reações de Superfície

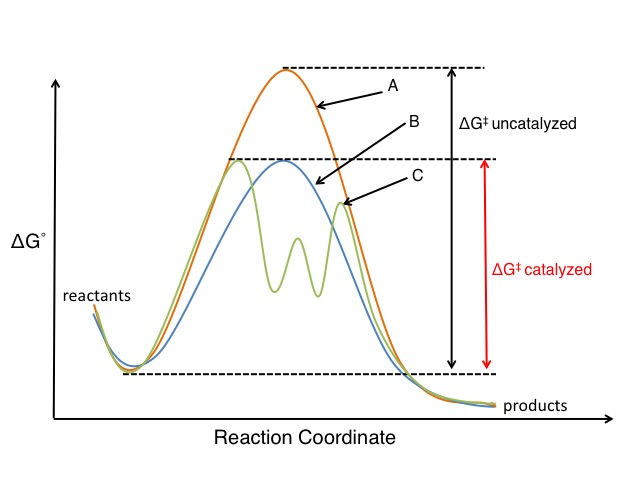
Coordenada de reação. (A) Não catalisada (B) Catalisada (C) Catalisada com intermediários discretos (estados de transição)

A maioria das reações de superfície metálica ocorre por propagação de cadeia na qual intermediários catalíticos são produzidos e consumidos ciclicamente. Dois mecanismos principais para reações de superfície podem ser descritos para A + B → C.
- Mecanismo de Langmuir–Hinshelwood: As moléculas reagentes, A e B, ambas são adsorvidas sem dissociação na superfície catalítica. Enquanto adsorvidas à superfície, elas se combinam para formar o produto C, que é posteriormente dessorvido.

- Mecanismo de Eley–Rideal: Uma molécula reagente, A, é adsorvida à superfície catalítica. Sem adsorver, B reage com A absorvido para formar C, que então dessorve da superfície.

Existem outros mecanismos utilizados para descrever reações superficiais de catálise heterogênea mais específicas, como, por exemplo, o mecanismo de Mars-Van-Krevelen, utilizado para descrever a oxidação de hidrocarbonetos em catalisadores heterogêneos de óxido metálico, contudo a maioria das reações catalisadas de forma heterogênea são descritas pelo modelo de Langmuir-Hinshelwood.
Como já mencionado, na catálise heterogênea, os reagentes se difundem da fase fluida em massa para adsorver na superfície do catalisador. O local de adsorção nem sempre é um local ativo do catalisador, então as moléculas reagentes devem migrar pela superfície para um local ativo. No local ativo, as moléculas reagentes reagirão para formar moléculas de produto seguindo um caminho energeticamente mais favorável energeticamente através de intermediários catalíticos (veja a figura à direita). As moléculas do produto, então, dessorvem da superfície e se difundem. O próprio catalisador permanece intacto e livre para mediar outras reações. 

## Projeto do catalisador

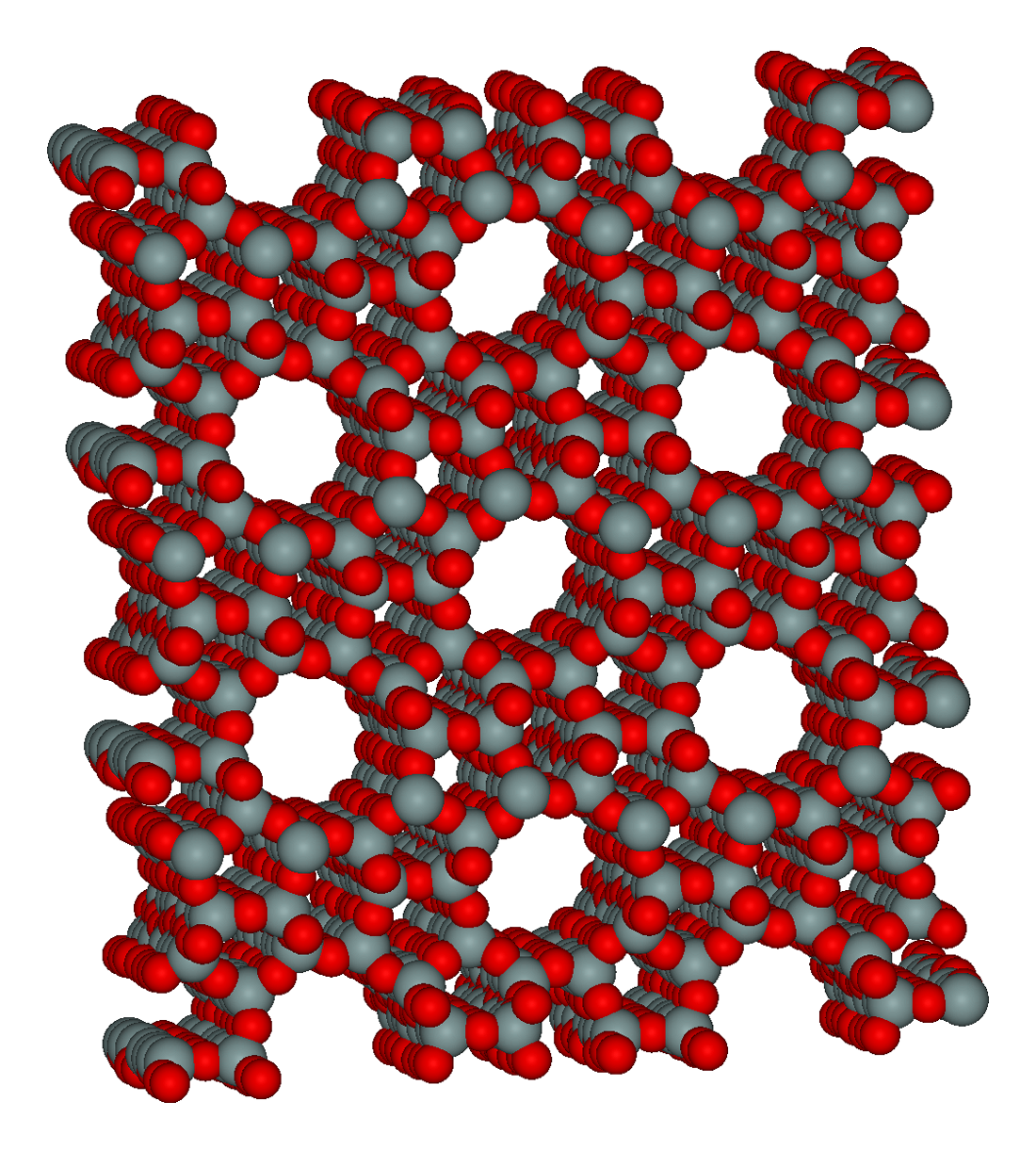
Estrutura de zeólita.

Os catalisadores heterogêneos não são ativos em toda sua superfície, apenas locais específicos possuem atividade catalítica, chamados sítios ativos. A área de superfície de um catalisador sólido tem uma forte influência no número de sítios ativos disponíveis. Na prática industrial, os catalisadores sólidos são frequentemente porosos para maximizar a área de superfície, comumente atingindo 50–400 m2/g. Alguns silicatos mesoporosos, como o MCM-41, têm áreas de superfície maiores que 1000 m2/g. Os materiais porosos são econômicos devido à sua alta relação área de superfície/massa e atividade catalítica aprimorada.
Em muitos casos, um catalisador sólido é disperso em um material de suporte para aumentar a área de superfície (espalhar o número de sítios ativos) e fornecer estabilidade. Normalmente, os suportes de catalisador são materiais inertes, de alto ponto de fusão, mas eles também podem ser catalíticos. A maioria dos suportes de catalisador são porosos (frequentemente à base de carbono, sílica, zeólita ou alumina) e escolhidos por sua alta relação área de superfície/massa. Para uma dada reação, os suportes porosos devem ser selecionados de modo que os reagentes e produtos possam entrar e sair do material.
Frequentemente, substâncias são adicionadas intencionalmente à alimentação da reação ou ao catalisador para influenciar a atividade catalítica, seletividade e/ou estabilidade. Esses compostos são chamados promotores. Por exemplo, a alumina (Al2O3) é adicionada durante a síntese de amônia para fornecer maior estabilidade ao retardar os processos de sinterização no catalisador de ferro.
O princípio de Sabatier pode ser considerado um dos pilares da teoria moderna da catálise. O princípio de Sabatier afirma que a interação superfície-adsorvidos tem que ser uma quantidade ótima: não muito fraca para ser inerte em relação aos reagentes e não muito forte para envenenar a superfície e evitar a dessorção dos produtos. A afirmação de que a interação superfície-adsorvidos tem que ser ótima é qualitativa. Normalmente, o número de adsorbatos e estados de transição associados a uma reação química é um número grande, portanto, o valor ideal tem que ser encontrado em um espaço multidimensional. O design do catalisador em tal espaço multidimensional não é uma tarefa computacionalmente viável. Além disso, tal processo de otimização estaria longe de ser intuitivo. Relações de escala são usadas para diminuir a dimensionalidade do espaço do design do catalisador. Tais relações são correlações entre energias de ligação de adsorbatos (ou entre energias de ligação de adsorbatos e estados de transição), que são "suficientemente semelhantes". A aplicação de relações de escala aos problemas de projeto de catalisadores reduz muito a dimensionalidade do espaço. Pode-se também usar modelagem microcinética com base em tais relações de escala para levar em conta a cinética associada à adsorção, reação e dessorção de moléculas sob condições específicas de pressão ou temperatura. Tal modelagem então gera curvas de vulcano bem conhecidas nos quais o catalisador ideal para escolha é qualitativamente descrito pelo princípio de Sabatier e se refere ao o "topo do vulcão". 
Em termos simplificados, a curva vulcano se apresenta como um gráfico de entalpia de adsorção por temperatura de decomposição do metal formato (que corresponde ao estado de transição associado a interação físico-química do adsorvente metálico com o adsorvato no meio). Portanto, quanto mais a esquerda do gráfico, na reta ascendente da "formação do vulcão", a adsorção é inicialmente fraca e aumenta gradativamente até o topo, onde atinge um máximo que corresponde às melhores possibilidades de escolhas de adsorvente para a reação, ou seja, o reagente possui a capacidade de se adsorver ao adsorvente e dessorver de modo eficiente. Á medida que a escala avança, temos uma curva descendente que corresponde ao decréscimo de interação do metal adsorvente com o adsorvato. Nesse ponto, a adsorção é tão alta que ambos interagem tão fortemente que a dessorção do reagente da superfície do catalisador fica dificultada e diminui-se a eficiência catalítica. Portanto, de um modo geral, a regra base para a escolha de um ótimo catalisador metálico para a reação se baseia em duas etapas elementares que correspondem a procura em tabelas da literatura científica de metais capazes de adsorver os reagentes e na sequência selecionar aqueles que correspondem a força de adsorção ótima. 